# Слідопит (роман)
«Слідопит, або Суходільне море» — пригодницький роман американського письменника Джеймса Фенімора Купера, написаний у 1840 році. Четвертий за часом створення роман пенталогії про Натті Бампо та третій епізод внутрішньої хронології серії.

## Назва
Слідопит — ім'я Натті Бампо в романі. Під «Внутрішнім морем» мається на увазі озеро Онтаріо.

## Історія створення
Під час своєї служби у воєнно-морському флоті США Фенімор Купер служив на Онтаріо, беручи участь у побудові бригу «Онейда». У 1809 році будівництво корабля було завершено, і бриг, озброєний шістнадцятьма гарматами, був спущений на воду. За цей період Купер ознайомився із суднобудуванням, прикордонною службою та звичаями, а в часи дозвілля здійснював прогулянки лісами штату Нью-Йорк та узбережжям Онтаріо. Також він здійснив подорож на Тисячу островів, де займався риболовлею. Цей досвід потім було використано при створенні роману «Слідопит».
«Слідопит» був написаний через 13 років після роману «Прерія», де розповідалося про кінець життя Натті Бампо, й у Купера були сумніви щодо доцільності «повернення» свого героя.

## Україномовні видання
1972р., "Веселка", 780 с., формат менше 1-го, в серії "Пригоди, фантастика", тверд. палітур., чорно-білі ілл..

## Екранізації
За романом було знято кілька повнометражних фільмів.
| Рік  | Країни                    | Назва українською          | Оригінальна назва | Режисери                        |
| ---- | ------------------------- | -------------------------- | ----------------- | ------------------------------- |
| 1952 | США                       | Слідопит                   | The Pathfinder    | Сідні Салков                    |
| 1969 | Франція, Румунія, Австрія | Пригоди на берегах Онтаріо | Lacul din Ontario | Жан Древіль, Серджіу Ніколаеску |
| 1987 | СРСР                      | Слідопит                   | Следопыт          | Павло Любімов                   |
| 1996 | США                       | Слідопит                   | The Pathfinder    | Дональд Шебіб                   |